# Listă de muzicieni români
Mai jos este o listă de muzicieni români. Sunt prezentați în subliste ordonate alfabetic cei mai importanți reprezentanți ai școlilor culte de compoziție, muzicologie, dirijat, interpretare etc., dar și numele cele mai semnificative de compozitori și interpreți din aria muzicii de divertisment.

## Muzică cultă

### Compozitori
- Dieter Acker (1940-2006)
- Alfred Alessandrescu (1893–1959)
- Liana Alexandra (1947-2011)
- Mihail Gheorghe Andricu (1894/5–1974)
- Esmeralda Athanasiu-Gardeev (1834–1917)
- Maya Badian (n. 1945)
- Mansi Barberis (1899–1986)
- Filaret Barbu (1903–1984)
- Nicolae Beloiu (n. 1927)
- Augustin Bena (1880–1962)
- Pascal Bentoiu (1927-2016)
- Wilhelm Georg Berger (1929–1993)
- Teodor Bratu (n. 1922)
- Nicolae Brânduș (n. 1935)
- Nicolae Brânzeu (1907–1983)
- Tiberiu Brediceanu (1877–1968)
- Nicolae Bretan (1887–1968)
- Constantin Bobescu (1899–1992)
- Dan Buciu (n. 1943)
- Dumitru Bughici (1921-2008)
- Teodor Caciora (Puiu) (n. 1949)
- Dimitrie Cantemir (1673–1723)
- Dumitru Capoianu (1929-2012)
- Alfonso Castaldi (1874–1942)
- Alexis Catargi (1876–1923)
- Eduard Caudella (1841–1924)
- Costin Cazaban (1946-2009)
- Corneliu Cezar (1937–1997)
- Ioan D. Chirescu (1889–1980)
- Mircea Chiriac (1919–1994)
- Maia Ciobanu (n. 1952)
- Tudor Ciortea (1903–1982)
- Paul Ciuntu (1866–1918)
- Liviu Comes (1918–2004)
- Florin Comișel (1922–1985)
- Paul Constantinescu (1909–1963)
- Vladimir Cosma (n. 1940)
- George Cosmovici (1859–1927)
- Gheorghe Costinescu (n. 1934)
- Boldizsár Csiky (n. 1937)
- Dimitrie Cuclin (1885–1978)
- Gheorghe Cucu (1882–1932)
- Liviu Dănceanu (1954-2017)
- Wilhelm Demian (n. 1910)
- Gheorghe Dima (1847–1925)
- Constantin Dimitrescu (1847–1928)
- Violeta Dinescu (n. 1953)
- Grigoraș Dinicu (1889–1949)
- Felicia Donceanu (1931-2022)
- Sabin Drăgoi (1894–1968)
- Gheorghe Dumitrescu (1914–1996)
- Iancu Dumitrescu (n. 1944)
- Ion Dumitrescu (1913–1996)
- George Enescu (1881–1955)
- Eustație de la Putna (sec. XVI?)
- Ludovic Feldman (1893–1987)
- Sân Ag-i Jipei Filothei (1670–1726)
- Alexandru Flechtenmacher (1823–1898)
- Theodor Fuchs (1873–1953)
- Corneliu Dan Georgescu (n. 1938)
- Dinu D. Ghezzo (n. 1941)
- Liviu Glodeanu (1938–1978)
- Stan Golestan (1875–1956)
- Teodor Grigoriu (n. 1926)
- Vasile Herman (1929-2010)
- Adriana Hölszky (n. 1953)
- Alexandru Hrisanide (n. 1936)
- Călin Ioachimescu (n. 1949)
- Adrian Iorgulescu (n. 1951)
- Mircea Istrate (n. 1929)
- Iosif Ivanovici (1845?–1902)
- János Jagamas (1913–1997)
- Tudor Jarda (n. 1922-2007)
- Hilda Jerea (1919–1980)
- Gábor Jodál (1913–1989)
- Mihail Jora (1891–1971)
- Erwin Junger (n. 1931)
- Dumitru Kiriac-Georgescu (1866–1928)
- Filip Lazăr (1894–1936)
- Emil Lerescu (1921–2004)
- Sorin Lerescu (n. 1953)
- Liana Alexandra (1947-2011)
- Dinu Lipatti (1917–1950)
- Myriam Marbe (1931–1997)
- Alfred Mendelsohn (1910–1966)
- Lucian Metianu (n. 1937)
- Enrico Mezzetti (1870–1930)
- Costin Miereanu (n. 1943)
- Mihai Mitrea-Celarianu (n. 1935)
- Mihai Moldovan (1937–1981)
- Iacob Mureșianu (1857–1917)
- Iuliu Mureșianu (1900–1956)
- Gavriil Musicescu (1847–1903)
- Sergiu Natra (1924-2021)
- Marțian Negrea (1893–1973)
- Octavian Nemescu (1940-202)
- Octave Octavian Teodorescu (n. 1963)
- Șerban Nichifor (n. 1954)
- Ștefan Niculescu (1927–2008)
- Constantin Nottara (1890–1951)
- Irina Odăgescu-Țuțuianu (n. 1937)
- Tiberiu Olah (1928–2002)
- Ion Nonna Otescu (1888–1940)
- Radu Paladi (1927-2013)
- Iosif Paschill (1877–1966)
- Alexandru Pașcanu (1920–1989)
- Sabin Pautza (n. 1943)
- Ionel Perlea (1900–1970)
- Carmen Petra-Basacopol (n. 1926)
- Doru Popovici (1932-2019)
- Timotei Popovici (1870–1950)
- Ciprian Porumbescu (1853–1883)
- Laurențiu Profeta (1925–2006)
- Adrian Rațiu (1928-2005)
- Horațiu Rădulescu (1942-2008)
- Paul Richter (1875–1950)
- Theodor Rogalski (1901–1954)
- Doina Rotaru (n. 1951)
- Sergiu Sarchizov (1924-2003)
- Emil Simon (1936-2014)
- Matei Socor (1909–1980)
- Vasile Spătărelu (1938–2005)
- George Stephănescu (1843–1925)
- Achim Stoia (1910–1973)
- Aurel Stroe (1932–2008)
- Guilelm Șorban (1876-1923)
- Cornelia Tăutu (1938-2019)
- Ede Terény (1935-2020)
- Valentin Timaru (n. 1940)
- Vasile Timiș (n. 1922)
- Sigismund Toduță (1908–1991)
- Cornel Trăilescu (1926-2019)
- Cornel Țăranu (n. 1934)
- Zeno Vancea (1900–1990)
- Ion Vidu (1863–1931)
- Anatol Vieru (1926–1998)
- Ulpiu Vlad (n. 1945)
- Dan Voiculescu (1940-2009)
- Isidor Vorobchievici (1836–1903)
- Eduard Wachmann (1836–1908)
- Alexandru Zirra (1883–1946)
- Aladár Zoltán (1929–1978)
- Ștefan Zorzor (n. 1932)

### Muzicologi
- Mihail Gheorghe Andricu (1894/5–1974)
- Sebastian Barbu-Bucur (1930-2015)
- George Bălan (1929-2022)
- András Benko (n. 1923)
- Wilhelm Georg Berger (1929–1993)
- Petre Brâncuși (1928–1995)
- George Breazul (1887–1961)
- Dumitru Bughici (1921-2008)
- Teodor T. Burada (1839–1923)
- Constantin Catrina (1933-2013)
- Emanoil Ciomac (1890–1962)
- Liviu Comes (1918–2004)
- Constantin Cordoneanu (1852–1918?)
- Octavian Lazăr Cosma (n. 1933)
- Viorel Cosma (1923-2017)
- Nicolae Filimon (1819–1865)
- Romeo Ghircoiașiu (1919–1995)
- Stan Golestan (1875–1956)
- Vasile Herman (1929-2010)
- János Jagamas (1913–1997)
- Erwin Junger (n. 1931)
- István (Ștefan) Lakatos (1895–1989)
- Ferenc (Francisc) László (1937-2010)
- Eusebius Mandyczewski (1857–1929)
- Marcel Mihalovici (1898–1985)
- Irina Odăgescu-Țuțuianu (n. 1937)
- Ioan D. Petrescu (1884–1970)
- Doru Popovici (1932-2019)
- Adrian Rațiu (n. 1928)
- Elena-Maria Șorban (n. 1960)
- Ede Terény (n. 1935)
- Sigismund Toduță (1908–1991)
- Vasile Tomescu (n. 1929)
- Zeno Vancea (1900–1990)
- Anatol Vieru (1926–1998)

### Dirijori
- Alfred Alessandrescu (1893–1959)
- Sebastian Barbu-Bucur (1930-2015)
- Constantin Bobescu (1899–1992)
- Nicolae Brânzeu (1907–1983)
- Nicolae Bretan (1887–1968)
- Sergiu Celibidache (1912–1996)
- Ioan D. Chirescu (1889–1980)
- Paul Ciuntu (1866–1918)
- Sergiu Comissiona (1928-2005)
- Gheorghe Cucu (1882–1932)
- Liviu Dănceanu (1954-2017)
- Wilhelm Demian (n. 1910)
- Gherase Dendrino (1901–1973)
- Gheorghe Dima (1847–1925)
- Constantin Dimitrescu (1847–1928)
- Iancu Dumitrescu (n. 1944)
- George Enescu (1881–1955)
- Alexandru Flechtenmacher (1823–1898)
- George Georgescu (1887–1964)
- Iosif Ivanovici (1845?–1902)
- Dumitru Kiriac-Georgescu (1866–1928)
- Marin Constantin (1925-2011)
- Alfred Mendelsohn (1910–1966)
- Iacob Mureșianu (1857–1917)
- Aurel Grigoras (1932-2000)
- Ion Nonna Otescu (1888–1940)
- Sabin Pautza (n. 1943)
- Ionel Perlea (1900–1970)
- Paul Richter (1875–1950)
- Mendi Rodan (n. 1929)
- Theodor Rogalski (1901–1954)
- Constantin Silvestri (1913–1969)
- Emil Simon (1936-2014)
- George Stephănescu (1843–1925)
- Cornel Trăilescu (1926-2019)
- Cornel Țăranu (n. 1934)
- Ion Vidu (1863–1931)
- Ion Voicu (1925–1997)
- Eduard Wachmann (1836–1908)

### Cântăreți
- Alexandru Agache (n. 1955), bariton
- Nicolae Bretan (1887–1968), cântăreț
- Elena Cernei (1924-2000), mezzosoprană
- Ileana Cotrubaș (n. 1939), soprană
- Florica Cristoforeanu (1887–1960), soprană
- Hariclea Darclée (1860–1939), soprană
- Sân Ag-i Jipei Filothei (1670–1726), cântăreț
- Angela Gheorghiu (n. 1965), soprană
- Nelly Miricioiu (n. 1952), soprană
- Stella Roman (1904–1992), soprană
- Joseph Schmidt (1904–1942), tenor
- Edith Simon (n. 1937), mezzosoprană
- Elena Teodorini (1857–1926), cântăreață
(ambitus excepțional, neconvențional)
- Viorica Ursuleac (1894–1985), soprană
- Julia Varady (n. 1941), soprană
- Leontina Văduva, soprană
- Virginia Zeani, (1925-2023) soprană

### Pianiști
- Alfred Alessandrescu (1893–1959)
- Mihail Gheorghe Andricu (1894/5–1974)
- Esmeralda Athanasiu-Gardeev (1834–1917)
- Paul Ciuntu (1866–1918)
- Theodor Fuchs (1873–1953)
- Clara Haskil (1895–1960)
- Alexandru Hrisanide (n. 1936)
- Hilda Jerea (1919–1980)
- Filip Lazăr (1894–1936)
- Dinu Lipatti (1917–1950)
- Radu Lupu (n. 1945)
- Iosif Paschill (1877–1966)
- Paul Richter (1875–1950)
- Theodor Rogalski (1901–1954)
- Cella Delavrancea (1887-1991)
- Florica Musicescu (1887-1969)
- Constantin Bobescu (1899–1992)
- Teodor T. Burada (1839–1923)
- Eduard Caudella (1841–1924)
- Grigoraș Dinicu (1889–1949)
- George Enescu (1881–1955)
- Alexandru Flechtenmacher (1823–1898)
- Constantin Nottara (1890–1951)
- Eugen Sârbu (n. 1950)
- Ion Voicu (1925–1997)

### Violonceliști
- Constantin Dimitrescu (1847–1928)
- George Georgescu (1887–1964)
- Răzvan Suma [1][2]

### Flautiști
- Nicolae Filimon (1819–1865)
- Ferenc (Francisc) László (1937-2010)
- Constantin Cordoneanu (1852–1918?)
- Ioan Chezan (n. 1945)

### Organiști și constructori de orgi
- Ioan Căianu (1629–1687)

### Profesori
- Constantin Bobescu (1899–1992)
- Dumitru Bughici (1921-2008)
- Alfonso Castaldi (1874–1942)
- Eduard Caudella (1841–1924)
- Ioan Căianu (1629–1687)
- Paul Ciuntu (1866–1918)
- Liviu Comes (1918–2004)
- Constantin Cordoneanu (1852–1918?)
- Gheorghe Dima (1847–1925)
- Constantin Dimitrescu (1847–1928)
- George Enescu (1881–1955)
- Alexandru Flechtenmacher (1823–1898)
- Alfred Mendelsohn (1910–1966)
- Iacob Mureșianu (1857–1917)
- Gavriil Musicescu (1847–1903)
- Timotei Popovici (1870–1950)
- Ciprian Porumbescu (1853–1883)
- Emil Simon (1936-2014)
- George Stephănescu (1843–1925)
- Aurel Stroe (1932–2008)
- Sigismund Toduță (1908–1991)
- Isidor Vorobchievici (1836–1903)
- Alexandru Zirra (1883–1946)

### Teoreticieni
- Dimitrie Cantemir (1673–1723)
- Dimitrie Cuclin (1885–1978)

## Muzică pre- și contemporană

### Muzică ușoară

#### Compozitori
- Gherase Dendrino (1901–1973)
- Iosif Ivanovici (1845?–1902)
- Laurențiu Profeta (1925–2006)
- Ion Vasilescu (1903–1960)

### Muzică alternativă

#### Compozitori
- Marcel Adrian Cadar (1956)

## Folclor și muzică religioasă

### Folcloriști și etnomuzicologi
- Tiberiu Alexandru (1914–1997)
- István Almási (1934–2021)
- Constantin Brăiloiu (1893–1958)
- Tiberiu Brediceanu (1877–1968)
- Teodor T. Burada (1839–1923)
- Dimitrie Cantemir (1673–1723)
- Gheorghe Ciobanu (1909–1995)
- Emilia Comișel (1913–2010)
- Sabin Drăgoi (1894–1968)
- Corneliu Dan Georgescu (n. 1938)
- Ilona Szenik (n. 1927)

### Cântăreți și dirijori bisericești
- Eustație de la Putna (sec. XVI?), protopsalt
- Gavriil Musicescu (1847–1903), dirijor de cor bisericesc
- Timotei Popovici (1870–1950), dirijor de cor bisericesc
- Ciprian Porumbescu (1853–1883), dirijor de cor bisericesc

## Editori muzicali
- Jean Feder (1869–1941)
- Alexis Gebauer (1815–1889)
- Constantin Gebauer (1846–1920)
- Johannes Honterus (1498–1549)
- Anton Pann (1796–1854)